# Noël de Règemorte
Noël de Règemorte talvolta indicato come Noël de Règemortes (... – 1790) è stato un ingegnere francese noto per aver partecipato alla costruzione dei canali di Orléans e del Loing.

## Biografia
Era figlio dell'ingegnere Jean-Baptiste de Règemorte e fratello di Antoine e di Louis de Règemorte, entrambi ingegneri.
Noël e suo padre vennero nominati direttori dei ponti e delle strade dell'antica provincia d'Alsazia il 15 gennaio 1718. Jean-Baptiste lasciò il posto nel 1719 e partì per Orléans dove si stabilì.
Jean-Baptiste morì nel 1725 e venne sostituito nell'incarico da suo figlio Antoine. L'8 gennaio 1726, Noël andò a sostituire Antoine ad Orléans mentre il fratello fu Antoine andò in Alsazia.
Nel 1726, dei lavori diretti da Noël de Règemorte contribuirono a rimettere in funzione la rigole de Courpalet, via d'acqua artificiale che alimentava il canale di Orléans.
Nel 1733, Noël divenne primo ingegnere del servizio della regolazione delle chiuse di Orléans.
Fu anche un botanico e in questa veste contribuì ad introdurre in Francia la populus nigra della quale realizzò una piantagione sulle rive del canale del Loing presso la città di Montargis.
Nel 1742, con il pretesto di una malattia, che il suo fratello minore, Louis, che lavorava con lui da più di dieci anni, lo sostituisse ufficialmente in tutte le sue funzioni.
Contemporaneamente, divenne primo addetto presso il Ministero della Guerra dal 1743 al 1757 prima di ritirarsi in Alsazia.
Dopo la morte di suo fratello Louis, nel 1774, riprese la direzione dei canali di Orléans e del Loing fino al 1786.
Morì nel 1790.